# Johann Friedrich von Normann
Johann Friedrich von Normann (* 15. März 1734 in Woldenitz auf Wittow; † 25. Februar 1798 in Krebsow) war ein preußischer Generalmajor.

## Leben

### Herkunft
Seine Eltern waren der schwedische Hauptmann a. D. und Erbherr auf Waldenitz Kasper Eggert von Normann (* 1716) und dessen Ehefrau Christiane Marie, geborene von Nimptsch (* 1729).

### Militärkarriere
Normann kam am 19. Juni 1749 als Kadett nach Berlin. Am 9. Oktober 1751 wurde er als Gefreitenkorporal im Infanterieregiment „von Loeben“ der Preußischen Armee angestellt. Am 4. Januar 1756 wurde er dort Fähnrich. Während des Siebenjährigen Krieges kämpfte Normann in den Schlachten bei Lobositz, Prag, Kolin, Leuthen und Hochkirch, wobei er in letztere Schlacht verwundet wurde. In der Zeit wurde er am 2. Januar 1758 Sekondeleutnant und am 23. Juli 1760 Premierleutnant.
Nach dem Krieg wurde er am 18. Mai 1768 Stabskapitän sowie am 7. November 1769 Kapitän und Kompaniechef. Am 30. Mai 1778 wurde er zum Major befördert und nahm 1778/79 am Bayerischen Erbfolgekrieg teil. Am 17. Januar 1779 erhielt er den Orden Pour le Mérite und am 1. August 1779 wurde er Kommandeur des Grenadierregiments „Eberstein“, das sich aus den Regimentern „von Thüna“ und „von Woldeck“ zusammensetzte. Am 20. Mai 1787 erhielt er die Beförderung zum Oberstleutnant mit Patent vom 1. Juni 1787 und am 3. Juli 1789 wurde er dann Oberst. Am 16. Dezember 1790 wurde Normann als Kommandeur des Depotbataillons in das Infanterieregiment „Kronprinz“. versetzt. Aber schon am 23. Dezember 1790 erhielt er seine Demission als Generalmajor. Er starb am 25. Februar 1798 in Krebsow.
Normann war Erbherr auf Wrangelsburg und Krebsow.

### Familie
Er heiratete am 25. Januar 1791 in Zarnetow Dorothea Rosine Türke. Das Paar hatte mehrere Kinder, darunter:
- Johann August Ferdinand (* 19. März 1783; † 11. Februar 1826), Major a. D. ⚭ 1817 Friederike Ernestine von Normann (* 18. Dezember 1794; † 18. Februar 1843)
- Karl Friedrich Wilhelm (* 8. August 1784; † 31. Dezember 1843) ⚭ N.N. von Horn (* 1801; † 11. Februar 1862)
- Karoline Wilhelmine Henriette (* 20. Oktober 1786; † 9. Februar 1787)